# امبیراک
امبیراک (به فرانسوی: Ambeyrac) یک کمون در فرانسه است که در Canton of Villeneuve واقع شده‌است.

## خصوصیات
امبیراک ۱۱٫۲۴ کیلومترمربع مساحت و ۱۸۵ نفر جمعیت دارد و ۱۶۳ متر بالاتر از سطح دریا واقع شده‌است.